# استان چاپاره
استان چاپاره (انگلیسی: Chapare Province) یکی از استان‌های بولیوی در بولیوی است که در شهرستان کوچوبامبا واقع شده‌است.